# 6304-es mellékút (Magyarország)
A 6304-es számú mellékút egy négy számjegyű mellékút Fejér vármegye délnyugati részén, a Mezőföldön. A 64-es főutat köti össze a Sárvíz völgyének nyugati szélén végighúzódó útvonallal, Dég község számára kínál a korábbinál rövidebb közúti közlekedési kapcsolatokat Székesfehérvár irányába. Kezdeti szakasza korábban a 63 109-es számozást viselte, ezen a számon csak a 64-es főút és Dég központja között húzódott.

## Nyomvonala
A 64-es főútból ágazik ki, annak 15,300-as kilométerszelvénye közelében, Dég lakott területének délnyugati szélén. Északkelet felé indul, Enyingi utca néven. 1,5 kilométer után irányt vált, északnak fordul, Széchenyi István utca néven. A 63 109-es útszámozás 2,671 kilométer után ért véget, Dég központjában, de a 6304-es út továbbfolytatódik. Elhalad Dég, Káloz és Sárbogárd hármashatára mellett, onnan egy szakaszon e két utóbbi település határvonalát kíséri. Káloz belterületén előbb Bem József utca, majd Bajcsy-Zsilinszky utca a neve. A 6307-es útba beletorkollva ér véget, annak 23,750-es kilométerszelvényénél.
Teljes hosszát, az országos közutak térképes nyilvántartását szolgáló kira.gov.hu adatbázisa alapján, 2019 októberi állapot szerint nem lehet megállapítani, megközelítőleg 10 kilométer lehet.

## Története
Déget és Kálozt korábban is összekötötték mezőgazdasági utak, de közúti közlekedésre azok nem igazán voltak alkalmasak. 2018-ban indult meg a két település közti útvonal szilárd burkolattal történő kiépítése, ezáltal a különféle mezőgazdasági munkákat végző gépekkel már nem sárban kell vonulniuk az érintett gazdáknak, illetve járhatóvá válik az útvonal személygépjárművek számára is. A kiépítéséhez igénybe vettek egy százmilliós nagyságrendű pályázati támogatást is, ez 1,5 kilométernyi útszakasz megvalósításához volt elegendő. 2018 decemberéig azonban még nem zárult le az útszakasz hivatalos használatba vételi eljárása.
Az országos közutak térképes nyilvántartását szolgáló kira.gov.hu adatbázisa, 2019 októberi állapot szerint feltünteti az út számaként a 6304-es számot, de az oldalon alkalmazott egyéb jelölések hiánya és lényeges adatok (például kilométer-számozás) elérhetetlensége miatt nem egyértelmű, hogy érvényben van-e ez az útszámozás, miként az sem, hogy alkalmas-e az út a jelen állapot szerint közlekedésre. 